# Younès Kaboul
Younès Kaboul - em árabe, يونس قابول (Saint-Julien-en-Genevois, 4 de janeiro de 1986) - é um ex-futebolista francês de origem marroquina que atuava como zagueiro.

## Carreira

### Auxerre
O alto zagueiro de 1,92 m começou sua carreira no Auxerree, e com apenas 19 anos já era titular do time. Ele conquistou a Copa da França em 2005 e teve um excelente desempenho na Taça da UEFA com o Auxerre. Enquanto atuava pelo clube, ainda tinha atuações pela Seleção Francesa Sub-19 e Sub-21.

### Tottenham
Assinou com o Tottenham no dia 5 de julho de 2007. Ele disputou sua primeira partida pelos Spurs em um amistoso contra o St Patrick's Athletic, no dia 12 de julho.
Kaboul estreou na Premier League jogando com Anthony Gardner no miolo de zaga, em uma derrota por 1 a 0 para o Sunderland na primeira rodada da Premier League de 2007–08. Kaboul marcou seu primeiro gol pelo Tottenham no dia 1 de setembro, contra o Fulham. Em competições europeias, o primeiro tento de Kaboul foi marcado logo na sua estreia nesse tipo de competição com a camiseta do Spurs, no dia 20 de setembro, em uma vitória por 6 a 1. Já no dia 1 de outubro, no aniversário de 125 anos do Tottenham, Kaboul marcou o gol de empate nos acréscimos contra o Aston Villa; o jogo acabou empatado em 4 a 4 depois dos Spurs estarem perdendo por 4 a 1. Após um período longe da equipe titular devido a erros, o francês voltou na partida contra o Derby County, no dia 9 de fevereiro de 2008, e fez seu quarto gol com a camisa da equipe londrina nessa ocasião.

### Portsmouth
No dia 11 de agosto de 2008, Kaboul assinou pelo Portsmouth um contrato com duração de quatro anos. O valor da transferência não foi divulgado. Ao chegar ao novo clube, ele vestiu a camiseta de número 3. Jogou 50 vezes no total e marcou cinco gols.

### Sunderland
Assinou no dia 16 de julho de 2015 um contrato de quatro anos. Logo na primeira partida da temporada, foram derrotados pelo Leicester City por 4 a 2. Já no dia 19 de setembro, o jogador foi expulso na derrota para o Bournemouth.
Os Black Cats passaram por boa parte da temporada lutando contra o rebaixamento, no entanto, com a chegada de Sam Allardyce conseguiram engatar uma arrancada para fugir da queda. No dia 11 de maio de 2016, foi escolhido como Homem do Jogo ao ajudar seu time a vencer o Everton por 3 a 0 e continuar na Premier League.

### Watford
Em 19 de agosto de 2016, juntou-se ao Watford por 4 milhões de libras, assinando um contrato de três anos.
Marcou dois gols pelos Hornets: um na derrota para o Tottenham, no dia 1 de janeiro de 2017, e outro na vitória sobre o Arsenal no mesmo mês.

## Títulos
Auxerre
- Copa da França: 2004–05

Tottenham
- Copa da Liga Inglesa: 2007–08